# 古米初男
古米 初男（ふるまい はつお、1922年〈大正11年〉7月25日 - ）は、日本の実業家である。丸善石油（現：コスモ石油）副参与を経て、北海道ツバメ石油社長、札幌小野田レミコン社長を務めた。岡山県新見市出身。

## 経歴

### 生い立ち
1922年（大正11年）に岡山県阿哲郡石蟹郷村（現：新見市）に生れる。地元の旧制岡山県立高梁中学（現：岡山県立高梁高等学校）へ進学。同期には、日本原子力研究所副理事長を務める天野昇、岡山県新見市長になる福田正彦、中世芸能史の研究者で大学教授になる田井庄之助がいた。特に、同級生の田井庄之助は自身の著書『碧い霧』で、高梁時代で一番印象に残った人物として同学年で最も秀才であった古米初男を挙げていた。
1939年（昭和14年）同校を学業優秀で飛び級卒業し、同期よりも半年早く旧制第六高等学校文科へ進学した。同校を1942年（昭和17年）9月に卒業し、同年10月京都帝国大学法学部へ進学する。1946年（昭和21年）に同校を卒業した。

### 実業家として
戦後の混乱期に大学を卒業した古米は、1950年（昭和25年）27歳の時に丸善石油へ入社する。同社の石油ステーションの直売課長代理となり、一貫して営業畑を歩むことになる。1959年（昭和34年）37歳で神戸営業所の直売課長となった。1970年（昭和45年）、古米が48歳のとき、丸善石油直売1部の副参与（部長相当）となり、航空用のジェット燃料を業務で取扱っていた。1972年（昭和47年）50歳のとき、北海道札幌市の三元石油製品販と札幌小野田レミコンへ出向し同社の社長となる。
社長になった翌年1973年（昭和48年）には、北海道ツバメ石油の代表取締役も兼務する。その後、1981年（昭和56年）59歳まで社長や取締役を務めた。また、1955年（昭和30年）11月には、自身の出身校である高梁高校の同窓会東京支部の立ち上げにも関わり、地元を離れた後も、地元との繋がりを大事にしていた。